# 新庄健吉
新庄 健吉（しんじょう けんきち、明治30年（1897年）9月30日 - 昭和16年（1941年）12月5日）は、大日本帝国陸軍（以下陸軍という）の軍人。階級は陸軍主計大佐。陸軍経理学校教官・支那派遣軍経理部員・企画院調査官等を歴任。情報将校としてアメリカ合衆国の国力を詳細に調査し、戦争の見通しについて報告書を作るなど情報分析能力が注目された。

## 経歴
1897年（明治30年）9月30日農業新庄竹蔵の三男として生まれ、京都府立第三中学校（現・京都府立福知山高等学校）を経て1915年（大正4年）12月、主計候補生となる。1916年（大正5年）9月、陸軍経理学校に入校し、1918年（大正7年）5月、主計候補生第12期として卒業する。同年12月、陸軍三等主計（少尉相当）に任ぜられ、歩兵第62連隊附を命ぜられる。
1920年（大正9年）7月からシベリアに出征、同年12月、第11師団経理部員に移り、1922年（大正11年）3月、二等主計（中尉相当）に進級。同年6月帰還する。1923年（大正12年）6月、陸軍経理学校高等科に入り、1925年（大正14年）5月卒業。陸軍派遣学生として東京帝国大学経済学部商業科に入る。1927年（昭和2年）3月、一等主計（大尉相当）に進級し、1928年（昭和3年）3月、経済学部を卒業、大学院に進み経営経済学を学び1930年（昭和5年）3月、大学院を修了する。
同年4月から陸軍被服本廠員となり、翌年3月には陸軍省経理局課員として矢部潤二課長の下、主計課に勤める。1933年（昭和8年）8月、三等主計正（少佐相当）に進級し、1935年（昭和10年）11月からソビエト連邦・ポーランドに軍事研究員として駐在する。1937年（昭和12年）8月主計中佐に進み、同12月、陸軍経理学校研究部員を命ぜられる。1938年（昭和13年）2月に帰国し、同年3月企画院調査官として同財務部に出向、1939年（昭和14年）9月、支那派遣軍経理部員に移る。1940年（昭和15年）3月に主計大佐へ進級し、同年12月、陸軍経理学校教官に就任する。
1941年（昭和16年）1月、参謀本部附仰付、アメリカに出張を命ぜられ同年4月ニューヨークに到着する。アメリカの国力を調査し、日米の戦力を比較して戦争の見通しを立てた。日米開戦を目前にして12月5日、ワシントンD.C.で病死。その葬儀は、日米開戦当日の7日（現地時間）にワシントン市内で行われた（後述）。11日に正五位へ追陞されている。
遺骨が日本に帰国を果たしたのは、1942年（昭和17年）8月20日であった。

## 対米諜報員
1941年（昭和16年）1月に新庄はアメリカ出張を命ぜられた。新庄の任務は対米諜報である。アメリカの国力・戦力を調査し、来る日米戦争の戦争見通しを立てる事であった。いわゆるスパイであるが、4月に到着以後非合法な活動は伴わず一貫して公開情報の収集にあたった。公開されている各種統計等の政府資料から資材の備蓄状況等を割出し日本との国力差を数字に示した。諜報が目的である事から駐在武官府等の在米陸軍機関では活動せず、エンパイアステートビル7階の三井物産ニューヨーク支店内に事務所を開いた。勿論身分を三井物産社員と偽装してである。元々アメリカは新庄が調査せずとも世界一の工業生産力を誇っているのは明々白々であったが、調査の結果導き出された数字は重工業分野では日本1に対してアメリカ20、化学工業1対3で、この差を縮める事は不可能とあった。これらの調査結果を参謀本部に報告書として提出するが、渡米から3ヶ月働きづめだった新庄は体調を崩してしまう。1941年10月頃にワシントンにある駐米陸軍武官府に拠点を移すがさらに病状は悪化、11月にワシントン市にあるジョージタウン大学病院に入院する。しかし、12月4日急性肺炎を併発し45歳で没する。

## 新庄主計大佐の葬儀
新庄の葬儀が、いわゆる対米最後通告遅延問題に関係するという説が、近年、ノンフィクションライターである斎藤充功の著書等で唱えられている。
12月4日に逝去した新庄の葬儀は、12月7日（日本時間8日）。その日は真珠湾攻撃の日であり、後には開戦記念日として歴史に刻まれた日。この日、日本政府はアメリカ合衆国に対し最後通牒を行う予定であり、その通告文を国務長官コーデル・ハルに手渡す事をパープル暗号（当時既にアメリカに解読され大統領、国務長官に内容は把握されていた）で大使館に指令しており、その日時は現地ワシントン時間7日午後1時（日本時間8日午前3時）としていた。開戦前に交渉打ち切りの意志を伝えるというのが目的であったが、予定時刻を過ぎてもその最後通牒は行われず、真珠湾攻撃は午後1時15分（日本時間8日午前3時15分）に始まってしまった。その通告遅延の原因は、現地日本大使館側の怠慢で、外務省からの文書を英語に翻訳・浄書するのが遅れたからだというのが定説である。しかし斎藤調べによると、野村吉三郎・来栖三郎両大使らが新庄の葬儀に出席したことが原因であると言う。新庄の葬儀はワシントン市内のバプテスト派教会で執り行われたが、この葬儀に葬儀委員長を務めた駐米陸軍武官磯田三郎以下陸軍将校はもとより、複数の大使館職員や野村・来栖両大使も参加しており、その葬儀は現地時間で午後から行われ、来栖・野村大使らは葬儀が終ってから国務省に向ったと言うのである。ハル国務長官に最後通牒を手渡したのは午後2時20分、1時間20分の遅れだった。――以上が斎藤の唱える説である。
この説には、発表当初から疑問の声が挙がっていたが、その後明らかになった、当日葬儀を取り仕切った葬儀社「ハインズ・カンパニー（The S.H. Hines Company）」の資料によると、そもそも会葬者芳名帳に、野村・来栖両大使の名前がないことが判明している。
一方、当時海軍の大使館付武官だった実松譲が12月7日の朝に出勤した際に「郵便受けに電報の束が大量に放置」されており、それがアメリカに対する交渉打ち切り通告の電信であったと戦後に記した内容が広く流布しているが、実際に実松が目にしたのは新庄に対する弔電であったと指摘されている。新庄の遺族が保管していた文書の中に、弔電が約30通含まれていることが研究者の塩崎弘明によって確認されており、この点についての傍証となっている。